# André Stander
André Stander (* um 1946; † 13. Februar 1984 in Fort Lauderdale) war ein südafrikanischer Captain der South African Police, der in den 1970er Jahren begann, selbst Banken auszurauben. Manchmal überfiel er in der Mittagspause eine Bank und kehrte dann später als ermittelnder Beamter zurück zum Ort des Geschehens.

## Leben
Standers Vater, Frans Stander, war General in der südafrikanischen Polizei und der Chef der Polizeihundeschule in Pretoria.
André Stander gehörte der „Robbery and homicide division“ (Raub- und Mordabteilung) der Polizei in Johannesburg an. Nachdem er innerhalb von etwa drei Jahren zahlreiche Banken ausgeraubt hatte, wurde er auf frischer Tat von seinen eigenen Kollegen gefasst und anschließend zu 75 Jahren Gefängnis verurteilt. Im Gefängnis lernte er seine Mithäftlinge Allan Heyl und Patrick McCall kennen. Zu dritt gelang ihnen in den frühen 1980er Jahren die Flucht.
Er und seine beiden Komplizen begannen nun unter dem Namen „Stander Gang“ damit, wieder Banken auszurauben. McCall wurde am 30. Januar 1984 in Südafrika während einer Polizeirazzia im Versteck der Bande in Houghton Estate getötet. Heyl floh nach Griechenland, dann nach England und Spanien und wieder zurück nach England, wo er wegen Raub und unerlaubtem Waffenbesitz zu neun Jahren Haft verurteilt wurde. Er wurde nach Südafrika ausgeliefert. Hier wurde er nun zu 33 Jahren Gefängnis verurteilt. 2005 kam er auf Bewährung auf freien Fuß.
André Stander selbst floh in die USA und wurde 1984 in einer Schießerei von einem Polizisten getötet. Das einzige noch lebende Gangmitglied Allan Heyl behauptete 2002 in einem Interview mit der südafrikanischen Sendeanstalt SABC, dass Stander es bewusst darauf ankommen gelassen habe, getötet zu werden. Bei einer Autokontrolle soll er den kontrollierenden Beamten so lange provoziert haben, bis sein Kollege zur Waffe gegriffen habe.

## Sonstiges
- 2003 wurde die Geschichte der Stander Gang verfilmt; der Film Stander von Bronwen Hughes ist ein Action-Drama mit Thomas Jane in der Hauptrolle.
- Am 17. April 2020 starb mit Allan Heyl das letzte Mitglied der Stander Gang.